# Ці різні, різні, різні особи...
«Ці різні, різні, різні особи...» (рос. «Эти разные, разные, разные лица...») — російський радянський художній фільм 1971 року режисерів Ігоря Ільїнського та Юрія Саакова.

## Сюжет
За мотивами оповідань Антона Чехова: «Смерть чиновника», «Пересолив», «Оратор», «Ніч перед судом», «Дочка Альбіону», «Чоботи», «Хамелеон».

## У ролях
- Ігор Ільїнський

## Творча група
- Сценарій: Юрій Сааков
- Режисери-постановники: Ігор Ільїнський, Юрій Сааков
- Оператор-постановник: Лев Бунін
- Композитор: Юрій Буцко